# マクロスΔのディスコグラフィ
マクロスΔのディスコグラフィ（マクロスデルタのディスコグラフィ）では、2016年に放映されたテレビアニメ『マクロスΔ』および、2018年に公開されたアニメ映画『劇場版マクロスΔ 激情のワルキューレ』、2021年に公開されたアニメ映画『劇場版マクロスΔ 絶対LIVE!!!!!!』に関連して発売されたコンパクトディスク (CD)、ライブ・ビデオについて述べる。
『マクロスΔ』において、「マクロスシリーズ」の伝統的な三大要素のひとつである「歌」の役割を担う「戦術音楽ユニット」ワルキューレは、美雲・ギンヌメール（JUNNA）とフレイア・ヴィオン（鈴木みのり）のふたりがメインボーカルを担当し、カナメ・バッカニア（安野希世乃）、レイナ・プラウラー（東山奈央）、マキナ・中島（西田望見）の3人がバックボーカルを担当する女性5人組の音楽グループである。美雲以外の4人は声の演技をする声優が歌い、美雲のみ担当声優の小清水亜美とは別に、歌手のJUNNAが歌う。メンバー個々の名義は「美雲ΔJUNNA」「フレイアΔ鈴木みのり」「カナメΔ安野希世乃」「レイナΔ東山奈央」「マキナΔ西田望見」。

## ワルキューレのシングル

### 一度だけの恋なら/ルンがピカッと光ったら
「一度だけの恋なら/ルンがピカッと光ったら」（いちどだけのこいなら/ルンがピカッとひかったら）は、テレビアニメ『マクロスΔ』に登場する歌手グループ、ワルキューレのデビューシングル。フライングドッグより2016年5月11日に発売。
表題曲の「一度だけの恋なら」は『マクロスΔ』の前期オープニングテーマ、もうひとつの表題曲「ルンがピカッと光ったら」は前期エンディングテーマとなっている。
カップリングの「いけないボーダーライン」は第1話挿入歌であり、2015年12月31日のテレビ特別番組『『マクロスΔ』先取りスペシャル』放送後よりiTunesなどで先行配信された。曲の発注は2015年2月上旬で、完成したのが11月末であり、挿入歌として10か月の期間をかけた。
5月10日付のオリコンデイリーランキングでは4位にランクイン。翌日の5月11日付では0.75万枚を売り上げ3位にランクイン。5月12日、13日では2位にランクインした。
5月23日付のオリコン週間ランキングでは3.6万枚を売り上げ3位にランクイン。週間アニメチャートでも初の1位を獲得した。また、ビルボードにおいても5月23日付のHot Animationで1位を獲得した。
レコチョク、iTunes Store、mora、music.jpなどの主要音楽配信サービスでも「一度だけの恋なら」が1位を獲得し、「ルンがピカッと光ったら」が2位に続いたサイトも多い。レコチョクのアルバム部門ではデイリー7日連続1位、5月13日付の週間1位を記録し、レコチョクアワード月間最優秀楽曲賞2016年5月度のアルバムランキング1位を受賞した。
2019年3月1日にはソニー・ミュージックエンタテインメントのアニメソング人気投票キャンペーン「平成アニソン大賞」において、「いけないボーダーライン」がキャラクターソング賞（2010年 - 2019年）に選出された。
2020年8月5日発売の、東山奈央のキャラクターソングアルバム『Special Thanks!』には、新規収録された「一度だけの恋なら ～Reina Solo～」が収録されている。
2023年4月には「いけないボーダーライン」の配信開始から8年目にして、累計ダウンロード数が25万DLを超え、日本レコード協会のプラチナ認定を受けた。

#### 収録曲（一度だけの恋なら/ルンがピカッと光ったら）
1. 一度だけの恋なら [4:11]
  - 作詞 - 唐沢美帆、加藤裕介 / 作曲・編曲 - 加藤裕介
  - ボーカル - 美雲ΔJUNNA、フレイアΔ鈴木みのり、カナメΔ安野希世乃、マキナΔ西田望見、レイナΔ東山奈央
2. ルンがピカッと光ったら [4:25]
  - 作詞 - 西直紀 / 作曲・編曲 - コモリタミノル
  - メインボーカル - フレイアΔ鈴木みのり
  - バックボーカル - 美雲ΔJUNNA、カナメΔ安野希世乃、レイナΔ東山奈央、マキナΔ西田望見
3. いけないボーダーライン [4:35]
  - 作詞 - 西直紀 / 作曲・編曲 - コモリタミノル
  - メインボーカル - 美雲ΔJUNNA
  - バックボーカル - フレイアΔ鈴木みのり、カナメΔ安野希世乃、レイナΔ東山奈央、マキナΔ西田望見
4. 一度だけの恋なら（カラオケ）
5. ルンがピカッと光ったら（カラオケ）
6. いけないボーダーライン（カラオケ）

#### 演奏（一度だけの恋なら/ルンがピカッと光ったら）
一度だけの恋なら
- 加藤裕介：Programming
- 今野均ストリングス：Strings

ルンがピカッと光ったら
- コモリタミノル、松井寛：Programming
- 是永巧一：Guitar
- 村田陽一、山口隼士：Trombone
- 西村浩二、菅坂雅彦：Trumpet
- 山本拓夫：Tenor Sax, Baritone Sax

いけないボーダーライン
- コモリタミノル、松井寛：Programming
- 是永巧一：Guitar
- 村田陽一、山口隼士：Trombone
- 西村浩二、菅坂雅彦：Trumpet
- 山本拓夫：Tenor Sax, Baritone Sax

### 絶対零度θノヴァティック/破滅の純情
「絶対零度θノヴァティック/破滅の純情」（ぜったいれいどノヴァティック/はめつのじゅんじょう）は、テレビアニメ『マクロスΔ』に登場する歌手グループ、ワルキューレの2ndシングル。2016年8月10日発売。
ワルキューレの1stシングル「一度だけの恋なら/ルンがピカッと光ったら」から3か月後にリリースされた2ndシングル。「絶対零度θノヴァティック」は大阪出身の2ピースバンド、Eidy（図司純子・河嶋晃一）が提供した曲であり、『マクロスΔ』の後期オープニングテーマとして使用された。美雲・ギンヌメール (JUNNA) がメインボーカルを務める「破滅の純情」は、「いけないボーダライン」と同じ作家コンビによる曲であり、『マクロスΔ』の後期エンディングとして使用された。
「風は予告なく吹く」はフレイア・ヴィオン（鈴木みのり）のメインボーカル曲。1stアルバム『Walküre Attack!』に収録されている「GIRAFFE BLUES」の原曲はJUNNAと鈴木が順番にメインボーカルを担当しているが、当シングルにはJUNNAと鈴木がそれぞれメインボーカルを担当するバージョンを収録している。
8月22日付のオリコン週間シングルチャートでは2.5万枚を売り上げ6位。
同日付のBillboard Japan Hot 100では総合4位、ホットアニメーション部門1位を記録した。

#### 収録曲（絶対零度θノヴァティック/破滅の純情）
1. 絶対零度θノヴァティック
  - 作詞 - 図司純子〈Eidy〉、河嶋晃一〈Eidy〉 / 作曲 - 図司純子〈Eidy〉、河嶋晃一〈Eidy〉、Mitsunori Ikeda / 編曲 - Mitsunori Ikeda / ストリングス編曲 - 倉内達矢
2. 破滅の純情
  - 作詞 - 西直紀 / 作曲・編曲 - コモリタミノル
3. 風は予告なく吹く
  - 作詞 - 坂本真綾 / 作曲・編曲 - 北川勝利
4. GIRAFFE BLUES 〜Freyja Solo〜
  - 作詞 - 菜穂 / 作曲・編曲 - h-wonder
5. GIRAFFE BLUES 〜Mikumo Solo〜
  - 作詞 - 菜穂 / 作曲・編曲 - h-wonder
6. 絶対零度θノヴァティック -Instrumental-
7. 破滅の純情 -Instrumental-
8. 風は予告なく吹く -Instrumental-
9. GIRAFFE BLUES -Instrumental-

#### 演奏（絶対零度θノヴァティック/破滅の純情）
絶対零度θノヴァティック
- いけだみつのり：Guitar, Programming
- 真部裕ストリングス：Strings

破滅の純情
- コモリタミノル、松井寛：Programming
- 是永巧一：Guitar
- 三沢またろう：Percussion
- 村田陽一：Trombone
- 西村浩二：Trumpet
- 小池修：Tenor Sax, Baritone Sax

風は予告なく吹く
- 玉田豊夢：Drums
- 沖山優司：Bass
- 松江潤：Guitar
- 末永華子：Piano
- acane_madder：Programming
- 牧野洋司：Strings Programming

GIRAFFE BLUES 
- h-wonder：Programming
- 増崎孝司：Guitar
- 今野均ストリングス：Strings

### ワルキューレは裏切らない
「ワルキューレは裏切らない」（ワルキューレはうらぎらない）は、テレビアニメ『マクロスΔ』に登場する歌手グループ、ワルキューレの3rdシングル。2018年2月14日発売。
2018年2月9日公開の映画『劇場版マクロスΔ 激情のワルキューレ』のために用意された新曲3曲を収録した3rdシングル。「ワルキューレは裏切らない」と「チェンジ!!!!!」は挿入歌、「Dancing in the Moonlight」はエンディングテーマとして使用された。作詞・作曲は『マクロスΔ』2クール目の楽曲に参加したクリエイターが担当しており、「ワルキューレは裏切らない」は「Absolute 5」、「チェンジ!!!!!」は「Hear The Universe」、「Dancing in the Moonlight」は「God Bless You」と同じ組み合わせになっている。
4曲目の「ワルキューレがとまらない〜without Freyja〜」は『劇場版マクロスΔ 激情のワルキューレ』の冒頭において、フレイア・ヴィオンが加入する以前の4人で歌っているという設定。ボーナスアルバム『ワルキューレがとまらない』に原曲のワルキューレ5人で歌うバージョンが収録されている。
ジャケットイラストは『マクロスΔ』キャラクターデザイン原案の実田千聖による描き下ろし。パッケージを裏返すと、ワルキューレのメンバーがバレンタインデーの贈り物を背中に隠しているというイラストに変わる。
ミュージックビデオは1980年代の大映ドラマ風の実写作品（監督 - 瀧澤雅敏、ナレーション - 柴田秀勝）。ワルキューレの5人が横浜アリーナで行われる3rdライブ（2018年2月24日・25日）を成功させるため、レディースグループ「惡吸麗（わるきゅうれい）」と波止場の倉庫で対決するという内容になっている。YouTubeではツーコーラスまでの通常版に加えて、フルコーラス版が2月14日から5日間限定で公開された。
オリコンチャートでは2月14日付デイリーチャートで5位、2月26日付の週間シングルチャートでは1.9万枚を売り上げ6位を記録した。2月26日付のBillboard Japan Hot 100では総合7位、ホットアニメーション部門2位を記録。主要音楽配信サイト12サイトでデイリーチャート1位を獲得した。

#### 収録曲（ワルキューレは裏切らない）
1. ワルキューレは裏切らない
  - 作詞 - 喜介 / 作曲・編曲 - 渡辺拓也 / ストリングス編曲 - 倉内達矢
2. チェンジ!!!!!
  - 作詞 - 岩里祐穂 / 作曲・編曲 - Rasmus Faber
3. Dancing in the Moonlight
  - 作詞 - 北川勝利・acane_madder / 作曲 - 北川勝利 / 編曲 - 北川勝利・acane_madder
4. ワルキューレがとまらない〜without Freyja〜
  - 作詞 - 唐沢美帆・加藤裕介 / 作曲・編曲 - 加藤裕介
5. ワルキューレは裏切らない -Instrumental-
6. チェンジ!!!!! -Instrumental-
7. Dancing in the Moonlight -Instrumental-
8. ワルキューレがとまらない -Instrumental-

#### 演奏（ワルキューレは裏切らない）
ワルキューレは裏切らない
- 渡辺拓也：Programming
- 北村望：Drums
- 中村昌史：Bass
- 佐々木貴之：Guitar
- 室屋光一郎ストリングス：Strings

チェンジ!!!
- Rasmus Faber：Sound Produce, Mixing, All Other Instruments
- Mad Midget：Bass
- Daniel Migdal & Martin Landstrom：Strings

Dancing in the Moonlight 
- 北川勝利、acane_madder：Programming
- 奥田健介：Guitar
- 真部裕ストリングス：Strings

### 未来はオンナのためにある
「未来はオンナのためにある」（みらいはオンナのためにある）は、テレビアニメ『マクロスΔ』に登場する歌手グループ、ワルキューレの4thシングル。2020年5月27日発売。
ワルキューレのシングルとしては、2018年2月14日に発売された「ワルキューレは裏切らない」以来約2年3カ月ぶりとなる4作目。表題曲「未来はオンナのためにある」とカップリング曲「ルンに花咲く恋もある」は、2021年公開の劇場版第2作『劇場版マクロスΔ 絶対LIVE!!!!!!』のイメージソングとされている。「恋! ハレイション THE WAR〜extended version〜(2020 NEW MIX)」は、2018年2月24日・25日に横浜アリーナで開催された3rdライブ「ワルキューレは裏切らない」のオープニングムービーで使用されたロングバージョンにニューミックスを施したもの。
初回限定盤付属のBlu-ray Discには、2019年2月2日に武蔵野の森総合スポーツプラザで開催されたフライングドッグ10周年記念LIVE「犬フェス!」に出演した際、映画館でライブビューイング中継された映像を特別収録する（このライブ自体はソフト化されていない）。
ミュージックビデオは「昭和サイケデリック」をテーマに、銭湯の浴場やキャバレーのホールでワルキューレのメンバーが踊る作品となっている。
オリコンチャートでは5月26日-30日にかけてデイリーチャート5日間連続1位。6月8日付のウィークリーチャートで2.4万枚を売り上げ、ワルキューレとしては初のオリコン1位を獲得した。アニメシングルチャートと、ダウンロード数・ストリーミング回数を加えた合算シングルチャートでも1位となった。
また、Billboard Japan Top Single Salesでも2.2万枚を売り上げ、ウィークリー1位を獲得した。

#### 収録曲（未来はオンナのためにある）
1. 未来はオンナのためにある
  - 作詞 - 岩里祐穂 / 作曲 - 齋藤大 / 編曲 - 白戸佑輔
2. ルンに花咲く恋もある
  - 作詞 - 西直紀 / 作曲・編曲 - コモリタミノル
3. 恋! ハレイション THE WAR〜extended version〜(2020 NEW MIX)
  - 作詞 - 深川琴美、姉田ウ夢ヤ / 作曲・編曲 - 姉田ウ夢ヤ / ストリングス編曲 - 倉内達矢
4. 未来はオンナのためにある -Instrumental-
5. ルンに花咲く恋もある -Instrumental-

#### Blu-ray Disc（「未来はオンナのためにある」初回限定盤のみ）
1. いけないボーダーライン
2. 一度だけの恋なら
3. MC
4. ワルキューレがとまらない

#### 演奏（未来はオンナのためにある）
未来はオンナのためにある
- 白戸佑輔：Programming
- 千ヶ崎学 (キリンジ ※2013年 - 2020年)：Bass
- 堀崎翔：Guitar
- 室屋光一郎ストリングス：Strings

ルンに花咲く恋もある
- コモリタミノル、筑田浩志：Programming
- 種子田健：Bass
- 石成正人：Guitar
- 松本圭司：Piano
- 山本一：Tenor Sax
- 小林太：Trumpet
- 河合わかば：Trombone

恋! ハレイション THE WAR ～extended version～ (2020 NEW MIX)
- 姉田ウ夢ヤ：Guitar, Programming
- 室屋光一郎ストリングス：Strings
- 風間うろこ：Support Voice

## ワルキューレのアルバム

### Walküre Attack!
『Walküre Attack!』（ワルキューレ・アタック）は、テレビアニメ『マクロスΔ』に登場する歌手グループ、ワルキューレのファーストアルバム。2016年7月6日にフライングドッグより発売された。
ワルキューレの1stアルバム。前期オープニングテーマ「一度だけの恋なら」・前期エンディングテーマ「ルンがピカッと光ったら」ほか、アニメ第1クール（第1話 - 13話）で使用された歌12曲を収録している。アルバムバージョン（#10.11.12）に関しては、オリジナルとはボーカル編成が異なる。
CDのみの通常盤のほか、1stシングル「一度だけの恋なら」のミュージック・ビデオを収録したDVDが付属する初回限定盤が販売された。通常盤・初回限定盤ともに、ワルキューレ1stライブ追加公演（2016年9月10日、Zeppダイバーシティ東京）の優先先行抽選申込券が封入された。
ジャケットイラストはメンバー5人がバレーボールをしている図柄。
7月5日付のオリコンデイリーランキングでは1位にランクイン。「マクロスシリーズ」のCD作品がデイリーで1位を獲得するのは、『マクロスF（フロンティア）O.S.T.2 娘トラ☆』以来、8年ぶりである。
翌日以降はDREAMS COME TRUEの『DREAMS COME TRUE THE ウラBEST! 私だけのドリカム』に首位を明け渡したものの、7月18日付のオリコン週間ランキングでは7.8万枚を売上げ2位にランクインした。また、アニメ週間チャートにおいても1位を獲得した。翌週の7月25日付では2位に後退したものの、翌々週の8月1日付では首位に返り咲き、同時に累計10万枚を突破した。
Billboard JAPANではTop Albumsでは2位になったものの、Hot AlbumsではDREAMS COME TRUEを下し初の1位を獲得した。
また、ファンキーフライデーのシングルチャート「All Japan Singles Top20」の7月15日付のチャートにおいて、「僕らの戦場」が11位、「GIRAFFE BLUES」が14位、「Walküre Attack!」が17位、「AXIA〜ダイスキでダイキライ〜」が19位と、フィジカルでのシングルカットがない4曲が配信の売り上げのみよりランキングされた。
2017年に発表された第31回日本ゴールドディスク大賞において、「アニメーション・アルバム・オブ・ザ・イヤー」を獲得した。「マクロスシリーズ」のアルバムでは第10回（1995年）の『LET'S FIRE!!』（Fire Bomber）以来の受賞となる。

#### 収録内容（Walküre Attack!）

##### CD
特記なき場合、ボーカルはワルキューレ（美雲ΔJUNNA、フレイアΔ鈴木みのり、カナメΔ安野希世乃、レイナΔ東山奈央、マキナΔ西田望見）。各曲のボーカル担当パートは歌詞カードに表記されているが、一部誤表記があり、PDFにて訂正版が配布されている（#4 - #8 - #9/ - #10）。
1. 恋！ ハレイション THE WAR〜without Freyja〜 [4:52]
  - 作詞 - 深川琴美、姉田ウ夢ヤ / 作曲・編曲 - 姉田ウ夢ヤ / ストリングス編曲 - 倉内達矢
  - ボーカル - 美雲ΔJUNNA、カナメΔ安野希世乃、レイナΔ東山奈央、マキナΔ西田望見
  - 新メンバーのフレイアが加入するまえの4人編成。
2. 一度だけの恋なら [4:09]
  - 作詞 - 唐沢美帆、加藤裕介 / 作曲・編曲 - 加藤裕介
3. ジリティック♡BEGINNER [3:52]
  - 作詞 - 深川琴美 / 作曲・編曲 - 姉田ウ夢ヤ
  - ボーカル - レイナΔ東山奈央、マキナΔ西田望見
4. 不確定性☆COSMIC MOVEMENT [4:00]
  - 作詞 - 深川琴美、六ツ見純代、渡邊亜希子、姉田ウ夢ヤ / 作曲 - 姉田ウ夢ヤ / ストリングス編曲 - 倉内達矢
5. 僕らの戦場 [4:23]
  - 作詞 - 唐沢美帆、加藤裕介 / 作曲・編曲 - 加藤裕介
6. NEO STREAM [4:29]
  - 作詞 - 西田恵美 / 作曲・編曲 - 渡辺未来 / ストリングス編曲 - 倉内達矢
7. AXIA〜ダイスキでダイキライ〜 [5:32]
  - 作詞 - 六ツ見純代 / 作曲 - 松本良喜 / 編曲 - 鈴木Daichi秀行
  - ボーカル - カナメΔ安野希世乃、レイナΔ東山奈央、マキナΔ西田望見
8. GIRAFFE BLUES [5:13]
  - 作詞 - 菜穂 / 作曲・編曲 - h-wonder / ストリングス編曲 - 加藤裕介
  - ボーカル - 美雲ΔJUNNA、フレイアΔ鈴木みのり、カナメΔ安野希世乃
  - 歌詞1番はフレイア、2番は美雲がメインボーカル。
9. Walküre Attack! [5:09]
  - 作詞 - UiNA / 作曲 - 小高光太郎、UiNA / 編曲 - 小高光太郎
10. ルンがピカッと光ったら〜album version〜 [4:26]
  - 作詞:西直紀 / 作曲・編曲 - コモリタミノル
  - サビ部分の掛け声を5声コーラスで歌うバージョン（シングル収録版は5声ユニゾン）[49]。
11. いけないボーダーライン〜album version〜 [4:37]
  - 作詞 - 西直紀 / 作曲・編曲 - コモリタミノル
  - 歌詞1番は美雲、2番はフレイアがメインボーカル。
12. 恋！ ハレイション THE WAR〜album version〜 [5:09]
  - 作詞 - 深川琴美、姉田ウ夢ヤ / 作曲・編曲 - 姉田ウ夢ヤ / ストリングス編曲 - 倉内達矢
  - フレイア加入後の5人編成。

##### DVD（『Walküre Attack』初回限定盤のみ）
1. 一度だけの恋なら Music Video

#### サポートミュージシャン・スタッフ（Walküre Attack!）
- 姉田ウ夢也 - ギター、プログラミング (#1.3.4.12)
- 室谷光一郎ストリングス - ストリングス (#1.4.9.12)
- 風間ろろこ - サポートボイス (#1.12)
- 今野均ストリングス  - ストリングス (#2.5.8.)
- 佐野康夫 - ドラム (#4.6.)
- 大神田智彦 - ベース (#4.)
- 渡辺等 - ベース (#6.)
- 加藤裕介 - プログラミング (#5.)
- 増崎孝司 - ギター (#5.)
- 渡辺未来 - ギター、プログラミング (#6.)
- 難波弘之 - ピアノ (#6.)
- 鈴木Daichi秀行 - ギター、プログラミング (#7.)
- クラッシャー木村ストリングス - ストリングス (#7.)
- h-wonder - プログラミング (#8.)
- 林部直樹 - ギター (#8.)

- 小高光太郎 - プログラミング (#9.)
- 浅田靖 - ギター (#9.)
- コモリタミノル・松井寛 - プログラミング (#10.11)
- 是永巧一  - ギター (#10.11)
- 村田陽一・山口隼士 - トロンボーン (#10.11)
- 村西浩一・菅坡雅彦 - トランペット (#10.11)
- 山本拓夫 - トランペット、バリトンサックス (#10.11)

- 福田正夫（フライングドッグ） - プロデューサー
- 高須寛光 (VICTOR STUDIO) - レコーディング&ミキシングエンジニア
- 永井良和・高桑秋朝 (VICTOR STUDIO) - レコーディングエンジニア
- 川崎洋 (FLAIR) - マスタリングエンジニア

### Walküre Trap!
『Walküre Trap!』（ワルキューレ・トラップ）は、テレビアニメ『マクロスΔ』に登場する歌手グループ、ワルキューレの2枚目のアルバム。2016年9月28日にフライングドッグより発売された。
ワルキューレの2ndアルバム。後期オープニングテーマ「絶対零度θノヴァティック」・後期エンディングテーマ「破滅の純情」ほか、アニメ第2クール（第14話 - 25話）で使用された歌11曲と、リン・ミンメイの「愛・おぼえていますか」をカヴァーしたボーナストラック1曲を収録している。
CDのみの通常盤のほかに、2ndシングル「絶対零度θノヴァティック」のミュージックビデオを収録したDVDが付属する初回限定盤が販売された。通常盤・初回限定盤ともに、ワルキューレ2ndライブ（2016年1月28日、横浜アリーナ）のチケット優先先行抽選申込券が封入された。
オリコンチャートでは9月27日付のデイリーランキングでは3位、10月10日付のオリコン週間ランキングでは5.6万枚を売上げ3位にランクインした。
Billboard Japanチャートでは10月10日付のTop Albums（CDセールス）、Hot Albums（総合）の両部門で3位を獲得した。

#### 収録曲（Walküre Trap!）
特記なき場合、ボーカルはワルキューレ（美雲ΔJUNNA、フレイアΔ鈴木みのり、カナメΔ安野希世乃、レイナΔ東山奈央、マキナΔ西田望見）。各曲のボーカル担当パートは歌詞カードに表記されている。
1. Absolute 5 [4:26]
  - 作詞 - 喜介 / 作曲・編曲 - 渡辺拓也
2. 絶対零度θノヴァティック [4:38]
  - 作詞 - 図司純子<Eidy>・河嶋晃一<Eidy> / 作曲 - 図司純子<Eidy>・河嶋晃一<Eidy>・Mitsunori Ikeda / 編曲 - Mitsunori Ikeda / ストリングス編曲 - 倉内達矢
3. おにゃの子☆girl [4:58]
  - 作詞 - かせきさいだぁ / 作曲・編曲 - TeddyLoid
  - ボーカル - マキナΔ西田望見、フレイアΔ鈴木みのり、カナメΔ安野希世乃、レイナΔ東山奈央
4. LOVE! THUNDER GLOW [4:17]
  - 作詞 - サエキけんぞう / 作曲 - SiZK・Stephen McNair / 編曲 - SiZK
  - ボーカル - 美雲ΔJUNNA、フレイアΔ鈴木みのり
5. Silent Hacker [4:01]
  - 作詞・作曲・編曲 - 鈴木さえ子・TOMISIRO
6. 破滅の純情〜Mikumo Solo〜 [4:25]
  - 作詞 - 西直紀 / 作曲・編曲 - コモリタミノル
7. Hear The Universe [4:22]
  - 作詞 - 岩里祐穂 / 作曲・編曲 - Rasmus Faber
8. 涙目爆発音 [4:11]
  - 作詞・作曲 - 堂島孝平 / 編曲 - 北川勝利
  - ボーカル - カナメΔ安野希世乃、レイナΔ東山奈央、マキナΔ西田望見
9. ワルキューレのバースデイソング [1:18]
  - 作詞・作曲 - Happy Field / 編曲 - 窪田ミナ
  - ボーカル - 美雲ΔJUNNA、カナメΔ安野希世乃、レイナΔ東山奈央、マキナΔ西田望見
10. God Bless You [5:29]
  - 作詞・作曲・編曲 - 北川勝利
11. 風は予告なく吹く〜Freyja Solo〜 [6:00]
  - 作詞 - 坂本真綾 / 作曲・編曲 - 北川勝利
12. 愛・おぼえていますか [6:15]
  - 作詞 - 安井かずみ / 作曲 - 加藤和彦 / 編曲 - コモリタミノル
  - 『超時空要塞マクロス 愛・おぼえていますか』主題歌（ボーナストラック）

##### DVD（『Walküre Trap!』初回限定盤のみ）
1. 絶対零度θノヴァティック Music Video

#### サポートミュージシャン・スタッフ（Walküre Trap!）
- ターキー - ドラム (#1)
- 種子田健 - ベース (#1)
- 山本陽介 - ギター (#1)
- 真部裕ストリングス - ストリングス (#1.2)
- 渡辺拓也 - その他楽器 (#1)
- Mitsunori Ikeda (Tackytelic) - ギター・プログラミング (#2)
- TeddyLoid - プロデュース・全楽器・プログラミング・レコーディング&ミキシングエンジニア (#3)
- SiZK - プログラミング (#4)
- 宮本 ”ブータン” 知聡 - ドラム (#4)
- 篤志 - ギター (#4)
- 山木秀夫 - ドラム (#5)
- 杉野裕ストリングス - ストリングス (#5.9)
- 鈴木さえ子・TOMISIRO - その他楽器 (#5)
- コモリタミノル・筑田浩志 - プログラミング (#6.12)
- 是永巧一  - ギター (#6)
- 三沢またろう - パーカッション (#6)
- 村田陽一 - トロンボーン (#6)
- 西村浩二 - トランペット (#6)
- 小池修 - テナー&バリトンサックス (#6)
- Rusmus Faber - プロデュース・その他楽器・レコーディング&ミキシングエンジニア (#7)
- EXPO - ストリングス (#7)
- 北川勝利 - プログラミング (#8.10) タンバリン・ウィンドチャイム (#10)
- acane_madder - プログラミング (#8.10.11)
- 河村 ”カースケ” 智康 - ドラムス (#8)

- 千ヶ崎学 - ベース (#8.10)
- 奥田健介 - ギター (#8)
- 末永華子 - アコースティックピアノ (#8.10.11)
- 湯本淳希 (FIRE HORNS) - トランペット (#8)
- 近藤淳也 (FIRE HORNS) - テナー&バリトンサックス (#8)
- 川島稔弘 (FIRE HORNS) - トロンボーン (#8)
- 窪田ミナ - アコースティックピアノ (#9)
- 江口信夫 - ドラム (#10)
- 石成正人 - ギター (#10) アコースティックギター (#12)
- sugarbeans - オルガン (#10)
- 玉田豊夢 - ドラム (#11)
- 沖山優司 - ベース (#11)
- 松江潤 - ギター (#11)
- 牧野洋司 - ストリングスプログラミング (#11)
- 安部潤 - アコースティックピアノ (#12)
- 室屋光一郎ストリングス - ストリングス (#12)

- 福田正夫（フライングドッグ） - プロデューサー
- 高須寛光 (VICTOR STUDIO) - レコーディング&ミキシングエンジニア
- 本澤尚之 - レコーディング&ミキシングエンジニア (#5)
- 渋谷直人 - レコーディング&ミキシングエンジニア (#9)
- 永井良和 (VICTOR STUDIO) - レコーディングエンジニア
- 高桑秋朝 (VICTOR STUDIO) - レコーディングエンジニア (#3.10)
- 渡辺佳志 (VICTOR STUDIO) - レコーディングエンジニア
- 川崎洋 (FLAIR) - マスタリングエンジニア

### ワルキューレがとまらない
『ワルキューレがとまらない』は、テレビアニメ『マクロスΔ』に登場する歌手グループ、ワルキューレのボーナスアルバム。2017年1月25日にフライングドッグより発売された。
2017年1月末の2ndライブ「ワルキューレがとまらない」開催を前にして発売されたレアトラック集。2ndライブにむけて吹きこんだ新曲（#1.8）のほか、ボーカル編成を別パターンにした曲（#2.4.6.7）、『マクロスF』のカヴァー曲（#3.5）などを収録している。アニメ設定的には「ワルキューレが所属する星間企業体ケイオスの倉庫に眠っていた秘蔵音源」と説明される。
アルバム発売に先立ち、2ndライブでの観客側のコールを促すよう、タイトル曲「ワルキューレがとまらない」のMVフルバージョンが1月20日から1月23日まで期間限定公開された。MVは声・歌担当のメンバー5人がスポーツジムで体を鍛えてから、ライブ会場の横浜アリーナへ走って向かうという内容。アルバムジャケットには横一列で走るアニメキャラクター5人のイラストが描かれているが、裏面まで広げて見るとランニングマシンの上で走っている構図が分かるという仕掛けになっている。
オリコンチャート（アルバム部門）では、1月25日付のデイリーランキングで5位。2月6日付の週間ランキングでは2.4万枚を売上げ6位にランクインした。
Billboard Japanでは、2月6日付のHot Albumsで8位、Top Albums Salesで7位。
moraの2017年上半期ダウンロードランキングにおいて、アニソンアルバム部門1位を獲得した。

#### 収録曲（ワルキューレがとまらない）
特記なき場合、ボーカルはワルキューレ（美雲ΔJUNNA、フレイアΔ鈴木みのり、カナメΔ安野希世乃、レイナΔ東山奈央、マキナΔ西田望見）。各曲のボーカル担当パートは歌詞カードに表記されている。
各曲目に付した説明はフライングドッグ公式サイトで見ることができるそれぞれのトラックの設定。
1. ようこそ！ ワルキューレ・ワールドへ [4:58]
  - 作詞 - 根元歳三 / 作曲 - 西脇辰弥・Wilhelm Richard Wagner / 編曲 - 西脇辰弥
  - フレイア・ヴィオン加入後の新オープニングナンバーとして収録された新録曲。
2. 涙目爆発音～with Claire～ [4:11]
  - 作詞・作曲 - 堂島孝平 / 編曲 - 北川勝利
  - ボーカル - カナメΔ安野希世乃、クレアΔ日笠陽子、レイナΔ東山奈央、マキナΔ西田望見
  - 元メンバー、クレア・パドルの脱退前に録音されていた音源。
3. 星間飛行～Freyja Ver.～ [4:00]
  - 作詞 - 松本隆 / 作曲・編曲 - 菅野よう子
  - ボーカル - フレイアΔ鈴木みのり
  - ランカ・リーの持ち歌「星間飛行」のカヴァー。フレイアがワルキューレオーディションに応募するために録音した音源。
4. 僕らの戦場～Freyja Solo Edition～ [3:16]
  - 作詞 - 唐沢美帆・加藤裕介 / 作曲・編曲 - 加藤裕介
  - ボーカル - フレイアΔ鈴木みのり
  - ハヤテ・インメルマンのΔ小隊入隊最終試験の際フレイアが歌うもの。
5. ダイアモンド クレバス～Mikumo Ver.～ [5:54]
  - 作詞 - hàl / 作曲・編曲 - 菅野よう子
  - ボーカル - 美雲ΔJUNNA
  - シェリル・ノームの持ち歌「ダイアモンド クレバス」のカヴァー。美雲・ギンヌメールがワルキューレ加入時に収録したテスト音源の中の一つ。
6. 僕らの戦場～Mikumo Solo～ [4:23]
  - 作詞 - 唐沢美帆・加藤裕介 / 作曲・編曲 - 加藤裕介
  - 美雲をメインボーカルとして新録したバージョン。
7. GIRAFFE BLUES～Kaname Solo Requiem～ [5:21]
  - 作詞 - 菜穂 / 作曲・編曲 - h-wonder / ストリングス編曲 - 加藤裕介
  - ボーカル - カナメΔ安野希世乃、美雲ΔJUNNA、フレイアΔ鈴木みのり
  - メッサー・イーレフェルトの戦死後、カナメ・バッカニアをメインボーカルとしアレンジを変えて収録したバージョン。
8. ワルキューレがとまらない [5:19]
  - 作詞 - 唐沢美帆・加藤裕介 / 作曲・編曲 - 加藤裕介
  - フレイアデビュー後に発表予定だったがお蔵入りになっていた新曲。

### Walküre Reborn!
『Walküre Reborn!』（ワルキューレ・リボーン）は、テレビアニメ『マクロスΔ』に登場する歌手グループ、ワルキューレの3枚目のアルバム。2021年10月13日にフライングドッグより発売。
『Walküre Trap!』以来5年ぶりとなる3rdフルアルバム。劇場版第2作『劇場版マクロスΔ 絶対LIVE!!!!!!』の挿入歌「ワルキューレはあきらめない」などの歌12曲を収録。4thシングル「未来はオンナのためにある!」収録曲のムービーエディションや、各メンバーのソロ新曲も収録される。
ジャケットイラストはワルキューレメンバーが新体操種目のリボンを演技している図柄。アルバムタイトルのリボーンに掛けている。また、リボーンは作品のテーマである「再生」にも関係している。
「ワルキューレはあきらめない」のPVは、メンバーが銃や刃物を手にして過去の自分と戦うという内容で、メンバーはこれまでのPV撮影で着用した衣装を身につけて過去の自分を演じている。
初回限定盤に付属するBlu-ray Discには、2021年1月22日にZepp Hanedaで行われた4thライブツアー「ワルキューレ LIVE TOUR 2020-2021 〜ワルキューレはあきらめない!!!!!〜」最終公演の模様が完全収録される。通常盤・初回限定盤ともに、ワルキューレ幕張メッセライブ（2022年4月9日・10日）の先行申込用シリアルカードが付属する。
オリコンチャートでは、10月25日付の週間アルバムチャート3位、週間デジタルアルバムチャートで自身初の1位を獲得した。
Billboard JAPANチャートでは10月20日付のHOT ALBUMS（アルバム総合）で2位、ダウンロードアルバムチャートで1位を獲得した。

#### 収録曲（Walküre Reborn!）

##### CD
特記なき場合、ボーカルはワルキューレ（美雲ΔJUNNA、フレイアΔ鈴木みのり、カナメΔ安野希世乃、レイナΔ東山奈央、マキナΔ西田望見）。各曲のボーカル担当パートは歌詞カードに表記されている。
1. 唇の凍傷 [5:39]
  - 作詞・作曲・編曲 - 椿山日南子
  - 『劇場版マクロスΔ 絶対LIVE!!!!!!』挿入歌
2. 未来はオンナのためにある -movie edition- [5:12]
  - 作詞 - 岩里祐穂 / 作曲 - 齋藤大 / 編曲 - 白戸佑輔
  - 『劇場版マクロスΔ 絶対LIVE!!!!!!』挿入歌
3. 無限大DRIVE [3:55]
  - 作詞・作曲・編曲 - 堂島孝平
  - 美雲メインボーカル曲
4. キキワケナイ! [4:45]
  - 作詞 - おっちょこバニー / 作曲 - 鳥海剛史 / 編曲 - 藤井健太郎・鳥海剛史
  - カナメメインボーカル曲
5. マダマニア [3:54]
  - 作詞・作曲・編曲 - コモリタミノル
  - マキナメインボーカル曲
6. キズナ→スパイラル [5:04]
  - 作詞 - サエキけんぞう / 作曲・編曲 - 照井順政
  - レイナメインボーカル曲
7. 愛してる [5:29]
  - 作詞 - 坂本真綾 / 作曲・編曲 - 北川勝利 / ストリングス編曲 - Tansa
  - フレイアメインボーカル曲
8. つらみ現在進行形 [4:44]
  - 作詞 - 堂島孝平 / 作曲 - 桜澤ヒカル / 編曲 - 白戸佑輔
  - 『劇場版マクロスΔ 絶対LIVE!!!!!!』挿入歌
9. ワルキューレはあきらめない [5:04]
  - 作詞 - 唐沢美帆 / 作曲・編曲 - 加藤裕介
  - 『劇場版マクロスΔ 絶対LIVE!!!!!!』挿入歌
10. ALIVE〜祈りの唄〜 [4:23]
  - 作詞 - 唐沢美帆 / 作曲・編曲 - 加藤裕介
  - 『劇場版マクロスΔ 絶対LIVE!!!!!!』挿入歌
11. 宇宙のかけら [5:35]
  - 作詞 - 菜穂 / 作曲・編曲 - h-wonder / ストリングス編曲 - 加藤裕介
  - 『劇場版マクロスΔ 絶対LIVE!!!!!!』挿入歌
12. ルンに花咲く恋もある -movie edition- [4:55]
  - 作詞 - 西直紀 / 作曲・編曲 - コモリタミノル
  - 『劇場版マクロスΔ 絶対LIVE!!!!!!』エンディングテーマ

##### Blu-ray（『Walküre Reborn!』初回限定盤のみ）
「ワルキューレ LIVE TOUR 2020-2021 ～ワルキューレはあきらめない!!!!!～」at Zepp Haneda（TOKYO）
1. Dancing in the Moonlight
2. ようこそ! ワルキューレ・ワールドへ
3. 絶対零度θノヴァティック
4. 破滅の純情
5. MC1
6. チェンジ!!!!!
7. Absolute 5
8. MC2
9. ソロメドレー2021
（涙目爆発音、LOVE! THUNDER GLOW、Silent Hacker、おにゃの子☆girl、風は予告なく吹く、AXIA～ダイスキでダイキライ～)
10. GIRAFFE BLUES
11. 恋! ハレイション THE WAR
12. MC3
13. いけないボーダーライン
14. 僕らの戦場
15. Walküre Attack!
16. 一度だけの恋なら
17. ルンがピカッと光ったら
18. MC4
19. 未来はオンナのためにある
20. ワルキューレがとまらない

（アンコール）
1. ワルキューレは裏切らない
2. MC5
3. ルンに花咲く恋もある

#### 演奏 (Walkure Reborn!)
- 椿山日南子：Programming (#1)
- 佐野康夫：Drums (#1.7.11)
- 千ヶ崎学：Bass (#1.2.7)
- 堀崎翔：Guitar (#1.2)
- 佐藤友紀：Trumpet (#1)
- 青木昴：Trombone (#1)
- 上間善之：Horn (#1)
- 上里友二：Horn (#1)
- 室屋光一郎ストリングス：Strings (#1.2.4)
- 白戸佑輔：Programming (#2.8)
- 堂島孝平：Guitar & Programming (#3)
- 鈴木浩之：Drums (#3)
- ナガイケジョー：Bass (#3)
- 黒田晃年：Guitar (#3)
- 湯浅佳代子：Trombone (#3)
- 藤田淳之介：Tenor Sax (#3)
- 織田裕亮：Trumpet (#3)
- 藤井健太郎：Guitar & Programming (#4)
- 鳥海剛史：Programming (#4)
- 青木宏憲：Piano (#4)
- 是永巧一：Guitar (#5)
- コモリタミノル
  - All Other Instruments (#5)
  - Programming (#12)
- 照井順政：Guitar & Programming (#6)
- 松下マサナオ：Drums (#6)
- 中西道彦：Bass (#6)
- 別所和洋：Acoustic Piano & Electric Piano (#6)
- 北川勝利：Acoustic Guitar & Programming (#7)
- 奥田健介：Guitar (#7)
- 末永華子：Acoustic Piano (#7)
- acane_madder：Programming (#7)
- Tansa：Strings Programming (#7)
- 河村吉宏：Drums (#8)
- 櫻井睦来：Bass (#8)
- 二木元太郎：Guitar (#8)
- 本間将人：Tenor Sax (#8)
- 田中充：Trumpet (#8)
- 鹿討奏：Trombone (#8)
- 増崎孝司：Guitar (#9.10)
- 今野均ストリングス：Strings (#9.10.11)
- 加藤裕介
  - All Other Instruments (#9)
  - Programming (#10)
- 吉田太郎：Drums (#10)
- 山口寛雄：Bass (#10.11)
- h-wonder：Programming (#11)
- 菰口雄矢：Guitar (#11)
- 筑田浩志：Programming (#12)
- 種子田健：Bass (#12)
- 石成正人：Guitar (#12)
- 松本圭司：Piano (#12)
- 山本一：Tenor Sax (#12)
- 小林太：Trumpet (#12)
- 河合わかば：Trombone (#12)

### Absolute LIVE!!!!!
『Absolute LIVE!!!!!』（アブソリュート ライブ）は、テレビアニメ『マクロスΔ』に登場する歌手グループ、ワルキューレの4枚組ライブアルバム。2023年5月17日にフライングドッグより発売。
ワルキューレとしてのラストアルバムはライブベストアルバムと題し、過去にリリースしたスタジオアルバム3作品（Attack!・Trap!・Reborn!）をライブ音源で再構成するという企画である。各曲の音源はこれまで積み重ねてきたライブ活動の中から厳選し、オリジナルのアルバムと同じ曲順で収録する。Disc4はシングルの収録曲、「Yami_Q_ray」（ヤミキューレ）の曲、ボーカル別バージョン、シェリル・ノーム（May'n）やランカ・リー（中島愛）とのデュエットなどで構成される。4枚組で全50曲収録。
ジャケット写真は「マクロスシリーズ」では初めてアーティストの撮り下ろし写真が使用される。バルキリーの機体をモチーフにした衣裳を着たワルキューレメンバー5人が、ビクタースタジオのスピーカーに囲まれるビジュアルになっている。
初回限定盤に付属するBlu-ray Discには、ワルキューレ出演によるミュージックビデオ全6本をフルバージョンで収録。ビクターオンラインストア限定の完全生産限定盤は2022年12月26日にYouTubeマクロス公式チャンネルで配信された特別番組「ワルキューレ Reborn!年会 at ビクタースタジオ」を追加収録する。

#### 収録曲（Absolute LIVE!!!!!）

##### CD
特記なき場合、ボーカルはワルキューレ（美雲ΔJUNNA、フレイアΔ鈴木みのり、カナメΔ安野希世乃、レイナΔ東山奈央、マキナΔ西田望見）。
Disc 1 (LIVE from “Walküre Attack!”)
1. 恋！ ハレイション THE WAR〜without Freyja〜 [5:58]
  - 作詞 - 深川琴美、姉田ウ夢ヤ / 作曲・編曲 - 姉田ウ夢ヤ / ストリングス編曲 - 倉内達矢
  - 「1st LIVE in Zepp Walküre Attack!」より

2. 一度だけの恋なら [4:08]
  - 作詞 - 唐沢美帆、加藤裕介 / 作曲・編曲 - 加藤裕介
  - 「LIVE 2017 “ワルキューレがとまらない” at 横浜アリーナ」より

3. ジリティック♡BEGINNER [3:52]
  - 作詞 - 深川琴美 / 作曲・編曲 - 姉田ウ夢ヤ
  - 「LIVE 2017 “ワルキューレがとまらない” at 横浜アリーナ」より

4. 不確定性☆COSMIC MOVEMENT [4:00]
  - 作詞 - 深川琴美、六ツ見純代、渡邊亜希子、姉田ウ夢ヤ / 作曲 - 姉田ウ夢ヤ / ストリングス編曲 - 倉内達矢
  - 「LIVE 2017 “ワルキューレがとまらない” at 横浜アリーナ」より

5. 僕らの戦場 [4:27]
  - 作詞 - 唐沢美帆、加藤裕介 / 作曲・編曲 - 加藤裕介
  - 「LIVE 2017 “ワルキューレがとまらない” at 横浜アリーナ」より

6. NEO STREAM [4:31]
  - 作詞 - 西田恵美 / 作曲・編曲 - 渡辺未来 / ストリングス編曲 - 倉内達矢
  - 「LIVE 2018 “ワルキューレは裏切らない” at 横浜アリーナ Day2」より

7. AXIA〜ダイスキでダイキライ〜 [5:40]
  - 作詞 - 六ツ見純代 / 作曲 - 松本良喜 / 編曲 - 鈴木Daichi秀行
  - 「LIVE 2017 “ワルキューレがとまらない” at 横浜アリーナ」より

8. GIRAFFE BLUES [5:22]
  - 作詞 - 菜穂 / 作曲・編曲 - h-wonder / ストリングス編曲 - 加藤裕介
  - 「LIVE TOUR 2020-2021〜ワルキューレはあきらめない!!!!!〜at Zepp Haneda」より

9. Walküre Attack! [5:16]
  - 作詞 - UiNA / 作曲 - 小高光太郎、UiNA / 編曲 - 小高光太郎
  - 「LIVE 2018 “ワルキューレは裏切らない” at 横浜アリーナ Day2」より

10. ルンがピカッと光ったら [6:11]
  - 作詞 - 西直紀 / 作曲・編曲 - コモリタミノル
  - 「LIVE 2018 “ワルキューレは裏切らない” at 横浜アリーナ Day1」より

11. いけないボーダーライン [4:43]
  - 作詞 - 西直紀 / 作曲・編曲 - コモリタミノル
  - 「LIVE 2018 “ワルキューレは裏切らない” at 横浜アリーナ Day2」より

12. 恋！ ハレイション THE WAR [5:36]
  - 作詞 - 深川琴美、姉田ウ夢ヤ / 作曲・編曲 - 姉田ウ夢ヤ / ストリングス編曲 - 倉内達矢
  - 「LIVE 2017 “ワルキューレがとまらない” at 横浜アリーナ」より

Disc 2 (LIVE from “Walküre Trap!”)
1. Absolute 5 [4:39]
  - 作詞 - 喜介 / 作曲・編曲 - 渡辺拓也
  - 「LIVE 2017 “ワルキューレがとまらない” at 横浜アリーナ」より

2. 絶対零度θノヴァティック [4:41]
  - 作詞 - 図司純子<Eidy>・河嶋晃一<Eidy> / 作曲 - 図司純子<Eidy>・河嶋晃一<Eidy>・Mitsunori Ikeda / 編曲 - Mitsunori Ikeda / ストリングス編曲 - 倉内達矢
  - 「LIVE 2017 “ワルキューレがとまらない” at 横浜アリーナ」より

3. おにゃの子☆girl [5:01]
  - 作詞 - かせきさいだぁ / 作曲・編曲 - TeddyLoid
  - 「LIVE 2017 “ワルキューレがとまらない” at 横浜アリーナ」より

4. LOVE! THUNDER GLOW [4:21]
  - 作詞 - サエキけんぞう / 作曲 - SiZK・Stephen McNair / 編曲 - SiZK
  - 「LIVE 2017 “ワルキューレがとまらない” at 横浜アリーナ」より

5. Silent Hacker [4:04]
  - 作詞・作曲・編曲 - 鈴木さえ子・TOMISIRO
  - 「LIVE 2018 “ワルキューレは裏切らない” at 横浜アリーナ Day1」より

6. 破滅の純情 [4:29]
  - 作詞 - 西直紀 / 作曲・編曲 - コモリタミノル
  - 「LIVE 2017 “ワルキューレがとまらない” at 横浜アリーナ」より

7. Hear The Universe [4:32]
  - 作詞 - 岩里祐穂 / 作曲・編曲 - Rasmus Faber
  - 「LIVE 2017 “ワルキューレがとまらない” at 横浜アリーナ」より

8. 涙目爆発音 [4:26]
  - 作詞・作曲 - 堂島孝平 / 編曲 - 北川勝利
  - 「LIVE 2018 “ワルキューレは裏切らない” at 横浜アリーナ Day2」より

9. ワルキューレのバースデイソング [1:44]
  - 作詞・作曲 - Happy Field / 編曲 - 窪田ミナ
  - 「LIVE 2017 “ワルキューレがとまらない” at 横浜アリーナ」より

10. God Bless You [5:30]
  - 作詞・作曲・編曲 - 北川勝利
  - 「LIVE 2017 “ワルキューレがとまらない” at 横浜アリーナ」より

11. 風は予告なく吹く [6:10]
  - 作詞 - 坂本真綾 / 作曲・編曲 - 北川勝利
  - 「LIVE 2022〜Walküre Reborn!〜 at 幕張メッセ」より

12. 愛・おぼえていますか [6:54]
  - 作詞 - 安井かずみ / 作曲 - 加藤和彦 / 編曲 - コモリタミノル
  - 「LIVE 2017 “ワルキューレがとまらない” at 横浜アリーナ」より

Disc 3 (LIVE from “Walküre Reborn!”)
全曲「LIVE 2022〜Walküre Reborn!〜 at 幕張メッセ」より
1. 唇の凍傷 [5:46]
  - 作詞・作曲・編曲 - 椿山日南子

2. 未来はオンナのためにある [5:46]
  - 作詞 - 岩里祐穂 / 作曲 - 齋藤大 / 編曲 - 白戸佑輔

3. 無限大DRIVE [3:59]
  - 作詞・作曲・編曲 - 堂島孝平

4. キキワケナイ! [4:53]
  - 作詞 - おっちょこバニー / 作曲 - 鳥海剛史 / 編曲 - 藤井健太郎・鳥海剛史

5. マダマニア [4:00]
  - 作詞・作曲・編曲 - コモリタミノル

6. キズナ→スパイラル [5:13]
  - 作詞 - サエキけんぞう / 作曲・編曲 - 照井順政

7. 愛してる [8:01]
  - 作詞 - 坂本真綾 / 作曲・編曲 - 北川勝利 / ストリングス編曲 - Tansa

8. つらみ現在進行形 [5:28]
  - 作詞 - 堂島孝平 / 作曲 - 桜澤ヒカル / 編曲 - 白戸佑輔

9. ワルキューレはあきらめない [5:27]
  - 作詞 - 唐沢美帆 / 作曲・編曲 - 加藤裕介

10.  ALIVE〜祈りの唄〜 [6:51]
  - 作詞 - 唐沢美帆 / 作曲・編曲 - 加藤裕介

11. 宇宙のかけら [6:09]
  - 作詞 - 菜穂 / 作曲・編曲 - h-wonder / ストリングス編曲 - 加藤裕介

12. ルンに花咲く恋もある [7:09]
  - 作詞 - 西直紀 / 作曲・編曲 - コモリタミノル

Disc 4 (LIVE from OTHERS)
1. ようこそ！ ワルキューレ・ワールドへ [4:54]
  - 作詞 - 根元歳三 / 作曲 - 西脇辰弥・Wilhelm Richard Wagner / 編曲 - 西脇辰弥
  - 「LIVE 2017 “ワルキューレがとまらない” at 横浜アリーナ」より

2. 涙目爆発音～with Claire～ [4:14]
  - 作詞・作曲 - 堂島孝平 / 編曲 - 北川勝利
  - 「LIVE 2017 “ワルキューレがとまらない” at 横浜アリーナ」より

3. 星間飛行〜Freyja meets Ranka〜 [4:07]
  - 作詞 - 松本隆 / 作曲・編曲 - 菅野よう子
  - 「LIVE 2018 “ワルキューレは裏切らない” at 横浜アリーナ Day2」より

4. 不確定性☆COSMIC MOVEMENT〜Walküre meets Ranka〜 [4:07]
  - 作詞 - 深川琴美、六ツ見純代、渡邊亜希子、姉田ウ夢ヤ / 作曲 - 姉田ウ夢ヤ / ストリングス編曲 - 倉内達矢
  - 「LIVE 2018 “ワルキューレは裏切らない” at 横浜アリーナ Day2」より

5. ダイアモンド クレバス〜Mikumo meets Sheryl〜 [5:58]
  - 作詞 - hàl / 作曲・編曲 - 菅野よう子
  - 「LIVE 2018 “ワルキューレは裏切らない” at 横浜アリーナ Day1」より

6. 僕らの戦場〜Walküre meets Sheryl〜 [4:38]
  - 作詞 - 唐沢美帆、加藤裕介 / 作曲・編曲 - 加藤裕介
  - 「LIVE 2018 “ワルキューレは裏切らない” at 横浜アリーナ Day1」より

7. GIRAFFE BLUES〜Kaname Solo Requiem〜 [5:19]
  - 作詞 - 菜穂 / 作曲・編曲 - h-wonder / ストリングス編曲 - 加藤裕介
  - 「LIVE 2018 “ワルキューレは裏切らない” at 横浜アリーナ Day1」より

8. Glow in the dark [6:27]
  - 歌 - Yami_Q_ray
  - 作詞 - 渡辺未来、西田恵美 / 作曲・編曲 - 渡辺未来
  - 「LIVE 2022〜Walküre Reborn!〜 at 幕張メッセ」より

9. Diva in Abyss [6:24]
  - 歌 - Yami_Q_ray
  - 作詞 - UiNA / 作曲 - 小高光太郎、UiNA / 編曲 - 小高光太郎 / ストリングス編曲 - 藤井亮太
  - 「LIVE 2022〜Walküre Reborn!〜 at 幕張メッセ」より

10. 綺麗な花には毒がある [5:26]
  - 歌 - Yami_Q_ray
  - 作詞 - 西直紀 / 作曲・編曲 - コモリタミノル
  - 「LIVE 2022〜Walküre Reborn!〜 at 幕張メッセ」より

11. ワルキューレがとまらない [5:17]
  - 作詞 - 唐沢美帆・加藤裕介 / 作曲・編曲 - 加藤裕介
  - 「LIVE 2018 “ワルキューレは裏切らない” at 横浜アリーナ Day1」より

12. ワルキューレは裏切らない [4:36]
  - 作詞 - 喜介 / 作曲・編曲 - 渡辺拓也 / ストリングス編曲 - 倉内達矢
  - 「LIVE 2018 “ワルキューレは裏切らない” at 横浜アリーナ Day2」より

13. チェンジ!!!!! [4:29]
  - 作詞 - 岩里祐穂 / 作曲・編曲 - Rasmus Faber
  - 「LIVE 2018 “ワルキューレは裏切らない” at 横浜アリーナ Day2」より

14. Dancing in the Moonlight [6:40]
  - 作詞 - 北川勝利・acane_madder / 作曲 - 北川勝利 / 編曲 - 北川勝利・acane_madder
  - 「LIVE 2018 “ワルキューレは裏切らない” at 横浜アリーナ Day1」より

##### Blu-ray（『Absolute LIVE!!!!!』初回限定盤のみ）
ミュージックビデオ
1. 一度だけの恋なら
2. 絶対零度θノバティック
3. ワルキューレがとまらない
4. ワルキューレは裏切らない
5. 未来はオンナのためにある
6. ワルキューレはあきらめない

※完全生産限定盤のみ収録
- ワルキューレ Reborn!年会 at ビクタースタジオ
  - 2022年12月26日 YouTubeフライングドッグ公式チャンネル配信特番
  - 出演：ワルキューレ

### W encore
『W encore』（ダブル・アンコール）は、アニメ『マクロスΔ』に登場する音楽ユニット、ワルキューレのアンコールアルバム。2024年6月5日発売。ワルキューレのファイナルライブツアー「ワルキューレ FINAL LIVE TOUR 2023 〜Last Mission〜」で歌われた全43曲を幕張メッセ公演を中心に、大阪公演のみで歌われ映像未収録であった「NEO STREAM」「愛・おぼえていますか」「ようこそ！ ワルキューレ・ワールドヘ」が併せて収録されている。初回限定盤には京都府の南座で開催された「マクロスFとΔ合わせ 京都南座歌舞伎ノ宴 〜ミニライブ&歌舞伎コラボトーク〜」を収録したBlu-ray Discが付属する。

#### 収録曲（W encore）

##### CD（W encore）
Disc1
幕張Day6 (1)
1. 一度だけの恋なら
2. ルンがピカッと光ったら
3. 破滅の純情
4. 絶対零度θノヴァティック
5. チェンジ!!!!!
6. 唇の凍傷
7. いけないボーダーライン
8. Walküre Attack!
9. AXIA〜ダイスキでダイキライ〜
10. GIRAFFE BLUES
11. Glow in the dark / Yami_Q_ray
12. Diva in Abyss / Yami_Q_ray
13. 綺麗な花には毒がある / Yami_Q_ray

Disc2
幕張Day6 (2)
1. ワルキューレがとまらない
2. ワルキューレは裏切らない
3. ワルキューレはあきらめない
4. 未来はオンナのためにある
5. Absolute 5
6. ルンに花咲く恋もある
7. 「Walküre Reborn!」ソロメドレー 無限大DRIVE〜風は予告なく吹く〜キキワケナイ！〜マダマニア〜キズナ→スパイラル〜愛してる
8. りんごのうた
9. ALIVE〜祈りの唄〜
10. 宇宙のかけら
11. 恋! ハレイション THE WAR

Disc3
有明Day1（1 - 4）, Day2（5 - 6）、大阪Day3（7）, Day4（8 - 9）
1. 「Walküre Trap!」ソロメドレー 涙目爆発音〜LOVE! THUNDER GLOW〜ジリティック♡BEGINNER〜おにゃの子☆girl〜Silent Hacker〜God Bless You
2. 僕らの戦場
3. 不確定性☆COSMIC MOVEMENT
4. Here The Universe
5. つらみ現在進行形
6. Dancing in the Moonlight
7. NEO STREAM
8. 愛・おぼえていますか
9. ようこそ! ワルキューレ・ワールドヘ

##### BD（W encore）
マクロスFとΔ合わせ 京都南座歌舞伎ノ宴 〜ミニライブ&歌舞伎コラボトーク〜
「マクロスΔ」on January, 13（夜の部） / 出演：美雲ΔJUNNA、フレイアΔ鈴木みのり
1. Δ-Opening
2. 恋! ハレイション THE WAR
3. MC1-Δ
4. 一度だけの恋なら
5. 僕らの戦場
6. MC2-Δ
7. what ‘bout my star@Formo
8. いけないボーダーライン
9. ルンがピカッと光ったら
10. Δ-Ending

ボーナストラック※昼の部より
1. 破滅の純情
2. トライアングラー

「マクロスF」on January, 14 （夜の部） / 出演：シェリル・ノーム starring May'n
1. F-Opening
2. 禁断のエリクシア
3. ダイアモンド クレバス
4. MC1-F
5. 放課後オーバーフロウ
6. MC2-F
7. GIRAFFE BLUES
8. ノーザンクロス（with 美雲ΔJUNNA）
9. MC3-F
10. ライオン
11. F-Ending

ボーナストラック※昼の部より
1. ユニバーサル・バニー
2. ノーザンクロス（with フレイアΔ鈴木みのり）

## サウンドトラック

### TVアニメーション「マクロスΔ」オリジナルサウンドトラック1
『TVアニメーション「マクロスΔ」オリジナルサウンドトラック1』（テレビアニメーション マクロスデルタ オリジナルサウンドトラック1）は、テレビアニメ『マクロスΔ』のサウンドトラック第1弾。2016年6月22日、フライングドッグより発売された。作曲は鈴木さえ子、TOMISIRO、窪田ミナ。
『マクロスΔ』の劇中で使用されているBGMに加え、戦術音楽ユニット・ワルキューレが歌うオープニングテーマ「一度だけの恋なら」、エンディングテーマ「ルンがピカッと光ったら」のテレビサイズバージョンや、敵勢力「ウィンダミア王国」の「風の歌い手」であるハインツ（メロディー・チューバック）が歌う「オーラ・サーラ〜光る風〜」「ザルド・ヴァーサ！〜決意の風〜」、ワルキューレメンバーのフレイア、レイナ、マキナが歌う「クラゲ音頭」、その他「裸喰娘娘（らぐにゃんにゃん）の唄」といったヴォーカル曲を併せて収録している。

#### 収録曲（オリジナルサウンドトラック1）
ヴォーカル曲は太字で記している。
1. A.D.2067 [1:41]
  - 作曲・編曲 - 鈴木さえ子、TOMISIRO（フランス語版）
2. 一度だけの恋なら〜TVサイズ〜 [1:32]
  - 歌 - ワルキューレ
  - 作詞 - 唐沢美帆、加藤裕介 / 作曲・編曲 - 加藤裕介
3. Immelmann Dance [2:05]
  - 作曲・編曲 - 鈴木さえ子、TOMISIRO
4. Happiness☆ [1:43]
  - 作曲・編曲 - 窪田ミナ
5. ごりごり [1:09]
  - 作曲・編曲 - 鈴木さえ子、TOMISIRO
6. Welcome to Walküre World [1:44]
  - 作曲 - 姉田ウ夢ヤ、鈴木さえ子、TOMISIRO / 編曲 - 鈴木さえ子、TOMISIRO
7. ヴァール [2:31]
  - 作曲・編曲 - 窪田ミナ
8. オーラ・サーラ〜光る風〜 [4:49]
  - 歌 - ハインツ（メロディー・チューバック）
  - 作詞・作曲・編曲 - 窪田ミナ
9. 空中騎士団 [3:05]
  - 作曲・編曲 - 鈴木さえ子、TOMISIRO
10. 憧れ [2:23]
  - 作曲・編曲 - 鈴木さえ子、TOMISIRO
11. Melody [1:46]
  - 作曲・編曲 - 窪田ミナ
12. ルンピカ♡ [1:33]
  - 作曲 - コモリタミノル、鈴木さえ子、TOMISIRO / 編曲 - 鈴木さえ子、TOMISIRO
13. クラゲ音頭 [2:12]
  - 歌 - フレイアΔ鈴木みのり、レイナΔ東山奈央、マキナΔ西田望見
  - 作詞 - 根元歳三 / 作曲・編曲 - 鈴木さえ子、TOMISIRO / ストリングス編曲 - 窪田ミナ
14. 裸喰娘娘の唄 [0:33]
  - 歌 - 鈴木さえ子
  - 作詞 - 河森正治 / 作曲 - 鈴木さえ子、TOMISIRO
15. ワルキューレの休日 [2:08]
  - 作曲 - コモリタミノル、窪田ミナ / 編曲 - 窪田ミナ
16. せつないサンセット [1:51]
  - 作曲・編曲 - 窪田ミナ
17. ザルド・ヴァーサ！〜決意の風〜 [4:33]
  - 歌 - ハインツ（メロディー・チューバック）
  - 作詞・作曲・編曲 - 窪田ミナ
18. Dog Fight [2:24]
  - 作曲・編曲 - 鈴木さえ子、TOMISIRO
19. Jellyfish [2:02]
  - 作曲・編曲 - 鈴木さえ子、TOMISIRO
20. Uncontrolled [2:04]
  - 作曲・編曲 - 鈴木さえ子、TOMISIRO
21. Tsubasa [2:11]
  - 作曲・編曲 - 窪田ミナ
22. 悲しき戦場 [1:59]
  - 作曲 - 加藤祐介、窪田ミナ / 編曲 - 窪田ミナ
23. Crisis [2:08]
  - 作曲・編曲 - 窪田ミナ
24. Analysis [2:28]
  - 作曲・編曲 - 窪田ミナ
25. Dark Empire [3:06]
  - 作曲・編曲 - 窪田ミナ
26. Delta Flight [2:34]
  - 作曲・編曲 - 鈴木さえ子、TOMISIRO
27. Xaos [1:44]
  - 作曲・編曲 - 鈴木さえ子、TOMISIRO
28. Rhapsody in C Minor [2:45]
  - 作曲 - 加藤祐介　編曲 - 鈴木さえ子、TOMISIRO
29. Brave Wind [2:27]
  - 作曲・編曲 - 窪田ミナ
30. ルンがピカッと光ったら〜TVサイズ〜 [1:36]
  - 歌 - ワルキューレ
  - 作詞 - 西直紀 / 作曲・編曲 - コモリタミノル

### TVアニメーション「マクロスΔ」オリジナルサウンドトラック2
『TVアニメーション「マクロスΔ」オリジナルサウンドトラック2』（テレビアニメーション マクロスデルタ オリジナルサウンドトラック2）は、テレビアニメ『マクロスΔ』のサウンドトラック第2弾。2016年9月28日、フライングドッグより発売された。作曲は鈴木さえ子、TOMISIRO、窪田ミナ。
ワルキューレが歌う『マクロスΔ』の後期オープニングテーマ「絶対零度θノヴァティック」、後期エンディングテーマ「破滅の純情」のテレビサイズバージョンをはじめ、「星の歌い手」の美雲・ギンヌメール（JUNNA、小清水亜美）が歌う「ルーチェット・アルカーン〜星の歌〜」、ハインツ（メロディー・チューバック）が歌う「オーラ・サーラ〜光る風〜 (Piano Version) 」といったヴォーカル曲を併せて収録。

#### 収録曲（オリジナルサウンドトラック2）
ヴォーカル曲は太字で記している。
1. Windermere [2:27]
  - 作曲・編曲 - 窪田ミナ
2. Mission [2:08]
  - 作曲・編曲 - 鈴木さえ子、TOMISIRO（フランス語版）、窪田ミナ
3. 絶対零度θノヴァティック〜TVサイズ〜 [1:33]
  - 歌 - ワルキューレ
  - 作詞 - 図司純子、河嶋晃一 / 作曲 - 図司純子、河嶋晃一、Mitsunori Ikeda / 編曲 - Mitsunori Ikeda
4. Battleship [2:43]
  - 作曲・編曲 - 窪田ミナ
5. Dissonance [2:10]
  - 作曲・編曲 - 鈴木さえ子、TOMISIRO
6. Grief [1:40]
  - 作曲・編曲 - 鈴木さえ子、TOMISIRO
7. Eternity [2:01]
  - 作曲 - 北川勝利、窪田ミナ / 編曲 - 窪田ミナ
8. Crisis 〜Saeko&Tomisiro Remix〜 [2:32]
  - 作曲・編曲 - 窪田ミナ / ReMix - 鈴木さえ子、TOMISIRO
9. Solitude [2:22]
  - 作曲・編曲 - 鈴木さえ子、TOMISIRO
10. Gift [1:54]
  - 作曲・編曲 - 鈴木さえ子、TOMISIRO
11. Sweet & Bitter [2:07]
  - 作曲・編曲 - 鈴木さえ子、TOMISIRO
12. Requiem [2:17]
  - 作曲・編曲 - 窪田ミナ
13. Anxiety [1:49]
  - 作曲・編曲 - 窪田ミナ
14. Little Waltz [1:46]
  - 作曲・編曲 - 窪田ミナ
15. Mystery of the Diva [2:08]
  - 作曲・編曲 - 窪田ミナ
16. Ambition [2:15]
  - 作曲・編曲 - 窪田ミナ
17. Hidden Fact [2:13]
  - 作曲・編曲 - 鈴木さえ子、TOMISIRO
18. Trader [2:30]
  - 作曲・編曲 - 鈴木さえ子、TOMISIRO
19. Pain [2:15]
  - 作曲・編曲 - 鈴木さえ子、TOMISIRO
20. Triangle [1:39]
  - 作曲・編曲 - 鈴木さえ子、TOMISIRO
21. Inner Voice [1:54]
  - 作曲・編曲 - 鈴木さえ子、TOMISIRO
22. Destiny [2:29]
  - 作曲・編曲 - 窪田ミナ
23. Activation [3:05]
  - 作曲・編曲 - 鈴木さえ子、TOMISIRO、窪田ミナ
24. 疾風 [3:17]
  - 作曲・編曲 - 鈴木さえ子、TOMISIRO
25. Last Stand [2:39]
  - 作曲・編曲 - 鈴木さえ子、TOMISIRO
26. 手紙 [2:39]
  - 作曲・編曲 - 鈴木さえ子、TOMISIRO
27. ルーチェット・アルカーン〜星の歌〜 [4:42]
  - 歌 - 美雲ΔJUNNA、美雲Δ小清水亜美
  - 作詞・作曲・編曲 - 窪田ミナ
    - includes elements from 「愛・おぼえていますか」
      - 作詞 - 安井かずみ / 作曲 - 加藤和彦
28. オーラ・サーラ〜光る風〜 (Piano Version) [1:57]
  - 歌 - ハインツ（メロディー・チューバック）
  - 作曲・編曲 - 窪田ミナ
29. 破滅の純情〜TVサイズ〜 [1:35]
  - 歌 - ワルキューレ
  - 作詞 - 西直紀 / 作曲・編曲 - コモリタミノル
30. 愛・おぼえていますか〜ORCH2067〜 [3:58]
  - 作曲 - 加藤和彦 / 編曲 - 窪田ミナ

### 劇場版マクロスΔ 絶対LIVE!!!!!! オリジナルサウンドトラック
『劇場版マクロスΔ 絶対LIVE!!!!!! オリジナルサウンドトラック』（げきじょうばんマクロスデルタ ぜったいライブ オリジナルサウンドトラック）は、劇場アニメ『劇場版マクロスΔ 絶対LIVE!!!!!!』のサウンドトラック。2021年10月20日、フライングドッグより発売された。作曲は鈴木さえ子、TOMISIRO、窪田ミナ。
『絶対LIVE!!!!!!』劇中で使用されているBGMに加え、ワルキューレと敵対する音楽ユニット「Yami_Q_ray」（ヤミキューレ）の楽曲、フレイアのソロ楽曲「りんごのうた」、ハインツとYami_Q_rayによる音楽バトル「Heinz vs. Yami_Q_ray」、ワルキューレによる「絶対LIVE!!!!!!メドレー」が収録されている。
Yami_Q_rayのメンバーは、闇雲ΔJUNNA、闇フレイアΔ鈴木みのり、闇カナメΔ安野希世乃、闇レイナΔ東山奈央、闇マキナΔ西田望見。

#### 収録曲（絶対LIVE!!!!!!）
ヴォーカル曲は太字で記している。
1. Glow in the dark
  - 歌 - Yami_Q_ray
  - 作詞 - 渡辺未来、西田恵美 / 作曲・編曲 - 渡辺未来
2. Avalon
  - 作曲 - 窪田ミナ、鈴木さえ子、TOMISIRO / 編曲 - 鈴木さえ子、TOMISIRO
3. Distrust
  - 作曲・編曲 - 鈴木さえ子、TOMISIRO
4. Translucent
  - 作曲・編曲 - 鈴木さえ子、TOMISIRO
5. Hayate and Freyja
  - 作曲・編曲 - 窪田ミナ
6. りんごのうた
  - 歌 - フレイアΔ鈴木みのり
  - 作詞 - 唐沢美帆 / 作曲・編曲 - 加藤裕介
7. Heinz vs.Yami_Q_ray
  - 歌 - ハインツ（メロディー・チューバック）、Yami_Q_ray
  - 編曲 - TOMISIRO
  - ハインツが歌う「ザルド・ヴァーサ！〜決意の風〜」（作詞・作曲・編曲 - 窪田ミナ）と、Yami_Q_rayが歌う「Grow in the dark」のリミックス。
8. Successor
  - 作曲・編曲 - 窪田ミナ
9. Schematic
  - 作曲・編曲 - 鈴木さえ子、TOMISIRO
10. Heimdall
  - 作曲・編曲 - 鈴木さえ子、TOMISIRO、窪田ミナ
11. Pulse Internal
  - 作曲・編曲 - 鈴木さえ子、TOMISIRO
12. Innocent Wish
  - 作曲・編曲 - 鈴木さえ子、TOMISIRO
13. Combat
  - 作曲・編曲 - 窪田ミナ
14. Diva in Abyss
  - 歌 - Yami_Q_ray
  - 作詞 - UiNA / 作曲 - 小高光太郎、UiNA / 編曲 - 小高光太郎 / ストリングス編曲 - 藤井亮太
15. Lost Song
  - 作曲・編曲 - 窪田ミナ
16. Empathy Overdrive 
  - 作曲・編曲 - 鈴木さえ子、TOMISIRO
17. Wind Rippers 
  - 作曲・編曲 - 鈴木さえ子、TOMISIRO、窪田ミナ
18. 綺麗な花には毒がある
  - 歌 - Yami_Q_ray
  - 作詞 - 西直紀 / 作曲・編曲 - コモリタミノル
19. Overture at the End
  - 作曲・編曲 - 鈴木さえ子、TOMISIRO
20. 絶対LIVE!!!!!!メドレー
  - 歌 - ワルキューレ
  - ボーナストラック。

## その他のアルバム

### マクロス40周年記念超時空コラボアルバム デカルチャー!! ミクスチャー!!!!!
『マクロス40周年記念超時空コラボアルバム デカルチャー!! ミクスチャー!!!!!』は、シェリル・ノーム starring May'n、ランカ・リー＝中島愛、ワルキューレによるカバー・アルバム。2022年4月6日にFlyingDogより発売。
『マクロスF』のシェリルとランカ、『マクロスΔ』のワルキューレによるクロスオーバーアルバム。公募によって選ばれた互いの楽曲をカバーしている。
通常盤、初回限定フロンティア盤、初回限定デルタ盤の3形態でリリース。ジャケットイラストが異なるほか、ボーナストラックとして収録されているメドレー楽曲がそれぞれ異なる。
2022年4月5日付のオリコンデイリーランキングでは5.2万枚を売り上げ1位にランクインし、3日連続で1位にランクインした。また、4月18日付のオリコンチャート週間ランキングでは7.8万枚を売り上げ1位にランクインし、「マクロスシリーズ」のアルバム作品としては初のオリコン週間1位を獲得した。また、合算アルバムランキングでも8.5万Ptで首位を獲得した。その他、デジタルアルバムチャートでも2週連続で週間1位を獲得した。
|                                     | 順位（売上）    | 順位（売上）    | 順位（売上）    |
| CDアルバム                          | DLアルバム      | 合算アルバム    |                 |
| ----------------------------------- | --------------- | --------------- | --------------- |
| 1週目 (4月4日-10日集計、4月18日付)  | 1位 （7.6万枚） | 1位 （0.6万DL） | 1位 （8.5万Pt） |
| 2週目 (4月11日-17日集計、4月25日付) | 7位 （0.6万枚） | 1位 （0.2万DL） | 7位 （0.9万Pt） |

#### 収録曲（デカルチャー!! ミクスチャー!!!!!）
共通曲
1. 僕らの戦場
  - 歌 - シェリル・ノーム starring May'n & ランカ・リー＝中島愛
  - 作詞 - 唐沢美帆、加藤裕介 / 作曲・編曲 - 加藤裕介

2. ライオン
  - 歌 - ワルキューレ
  - 作詞 - Gabriela Robin / 作曲・編曲 - 菅野よう子

3. いけないボーダーライン
  - 歌 - シェリル・ノーム starring May'n & ランカ・リー＝中島愛
  - 作詞 - 西直紀 / 作曲・編曲 - コモリタミノル

4. ノーザンクロス
  - 歌 - ワルキューレ
  - 作詞 - 岩里祐穂、Gabriela Robin / 作曲・編曲 - 菅野よう子

5. GIRAFFE BLUES
  - 歌 - シェリル・ノーム starring May'
  - 作詞 - 菜穂 / 作曲・編曲 - h-wonder / ストリングス編曲 - 加藤裕介

6. 放課後オーバーフロウ
  - 歌 - ワルキューレ
  - 作詞 - Gabriela Robin / 作曲・編曲 - 菅野よう子

7. 不確定性☆COSMIC MOVEMENT
  - 歌 - ランカ・リー＝中島愛
  - 作詞 - 深川琴美、六ツ見純代、渡邊亜希子、姉田ウ夢ヤ / 作曲 - 姉田ウ夢ヤ / ストリングス編曲 - 倉内達矢

8. ユニバーサル・バニー
  - 歌 - ワルキューレ
  - 作詞 - しほり、PA-NON、Gabriela Robin / 作曲・編曲 - 菅野よう子

9. 破滅の純情
  - 歌 - シェリル・ノーム starring May'n & ランカ・リー＝中島愛
  - 作詞 - 西直紀 / 作曲・編曲 - コモリタミノル

10. サヨナラノツバサ ～ the end of triangle
  - 歌 - ワルキューレ
  - 作詞 - Gabriela Robin、河森正治 / 作曲・編曲 - 菅野よう子

11. 愛・おぼえていますか（40th Anniversary DeCulture Edition）
  - 歌 - シェリル・ノーム starring May'n、ランカ・リー＝中島愛、ワルキューレ
  - 作詞 - 安井かずみ / 作曲 - 加藤和彦 / オーケストラアレンジ - 服部隆之

ボーナストラック（初回限定フロンティア盤）
1. 爛々スペシャルボーナスメドレー（Δ得盛り）
  - 歌 - シェリル・ノーム starring May'n & ランカ・リー＝中島愛
  - メドレー楽曲 - 「一度だけの恋なら」「ワルキューレがとまらない」「Walküre Attack!」「ワルキューレは裏切らない」「LOVE! THUNDER GLOW」「God Bless You」「ワルキューレはあきらめない」「ワルキューレがとまらない」「ルンがピカッと光ったら」

ボーナストラック（初回限定デルタ盤）
1. 娘々スペシャルサービスメドレー（特盛り）
  - 歌 - ワルキューレ
  - メドレー楽曲 - 「ライオン」「インフィニティ「私の彼はパイロット」「ダイアモンド クレバス」「星間飛行」「What 'bout my star?」「射手座☆午後九時 Don't be late」「トライアングラー（fight on stage）」「アナタノオト」「アイモ」「What 'bout my star?「愛・おぼえていますか」「ライオン」

## ライブ・ビデオ

### LIVE 2017 “ワルキューレがとまらない” at 横浜アリーナ
『LIVE 2017 “ワルキューレがとまらない” at 横浜アリーナ』（ライブ2017 ワルキューレがとまらない アット よこはまアリーナ）は、テレビアニメ『マクロスΔ』に登場する音楽ユニット、ワルキューレのライブBlu-ray Disc (BD)・DVD。2017年1月28日、1月29日に神奈川県の横浜アリーナで開催されたライブコンサート『マクロスΔ 戦術音楽ユニット“ワルキューレ” 2nd LIVE in 横浜アリーナ「ワルキューレがとまらない」』の2日目の模様を収録している。BDは1枚、DVDは2枚組。
映像特典としてミュージック・ビデオ「ワルキューレがとまらない（フルバージョン）」と、ライブ・ドキュメントを収録。初回生産特典はミニフォトブック、ブックケース。

#### 収録映像（ワルキューレがとまらない）
1. ようこそ！ ワルキューレ・ワールドへ [4:59]
2. Hear The Universe [4:29]
3. MC1 [1:49]
4. 不確定性COSMIC☆MOVEMENT [4:01]
5. NEO STREAM [4:33]
6. Absolute 5 [4:33]
7. LOVE! THUNDER GLOW [4:20]
8. いけないボーダーライン [4:48]
9. MC2 [1:43]
10. ジリティック♡BEGINNER [3:55]
11. おにゃの子☆girl [5:02]
12. Silent Hacker [4:09]
13. ワルキューレのバースデイソング [1:49]
14. God Bless You [5:34]
15. 風は予告なく吹く〜Freyja Solo〜 [6:09]
16. AXIA〜ダイスキでダイキライ〜 [5:43]
17. GIRAFFE BLUES〜Kaname Solo Requiem〜 [5:38]
18. オーラ・サーラ〜光る風〜 [4:54]
  - 歌 - ハインツ（メロディー・チューバック）
19. ザルド・ヴァーサ！ 〜決意の風〜 [4:42]
  - 歌 - ハインツ（メロディー・チューバック）
20. ルーチェット・アルカーン〜星の歌〜 [4:04]
  - 歌 - 美雲ΔJUNNA & 美雲Δ小清水亜美
21. MC3 [2:58]
22. 涙目爆発音〜with Clair〜 [4:19]
  - スペシャルゲスト - クレアΔ日笠陽子
23. 僕らの戦場 [4:28]
24. Walküre Attack! [5:19]
25. 破滅の純情 [4:29]
26. 絶対零度θノヴァティック [4:39]
27. MC4 [2:38]
28. 一度だけの恋なら [4:37]
29. MC5（アンコール） [12:05]
30. MC6（アンコール） [3:59]
31. ワルキューレがとまらない（アンコール） [5:19]
32. MC7（アンコール） [19:47]
33. 愛・おぼえていますか（アンコール） [6:58]
34. 恋！ ハレイション THE WAR（アンコール） [5:43]
35. MC8（Wアンコール） [6:35]
36. ルンがピカッと光ったら（Wアンコール） [4:46]
37. ENDING（Wアンコール） [8:09]

### LIVE 2018 “ワルキューレは裏切らない” at 横浜アリーナ
『LIVE 2018 “ワルキューレは裏切らない” at 横浜アリーナ』（ライブ2018 ワルキューレはうらぎらない アット よこはまアリーナ）は、テレビアニメ『マクロスΔ』に登場する音楽ユニット、ワルキューレのライブBlu-ray Disc (BD)・DVD。2018年2月24日、2月25日に神奈川県の横浜アリーナで開催されたライブコンサート『『マクロスΔ』 戦術音楽ユニット”ワルキューレ” 3rd LIVE 『ワルキューレは裏切らない』 at 横浜アリーナ』の模様を収録している。
2月24日分のみを収録した「Day-1」と、2月25日分のみを収録した「Day-2」がDVDとBlu-rayで発売、Blu-rayのみ両日分を収録した「Blu-ray-BOX」が発売された。
「Blu-ray-BOX」の初回限定盤にはドキュメンタリー映像、「ワルキューレは裏切らない（フルバージョン）」MV映像、ライブ写真集を同梱。

#### 収録映像（ワルキューレは裏切らない）

##### Day-1
1. 恋! ハレイションTHE WAR 〜extended version〜 [6:44]
2. ようこそ! ワルキューレ・ワールドヘ [3:11]
3. MC1 [3:19]
4. チェンジ!!!!! [4:27]
5. Absolute 5 [4:44]
6. 風は予告なく吹く [6:10]
7. MC2 [2:25]
8. いけないボーダーライン [4:54]
9. おにゃの子☆Girl [5:01]
10. Silent Hacker [4:07]
11. 涙目爆発音 [4:21]
12. God Bless You [5:34]
13. MC3 [2:55]
14. Walküre Attack! [5:17]
15. AXIA〜ダイスキでダイキライ〜 [5:37]
16. GIRAFFE BLUES〜Kaname Solo Requiem〜 [5:24]
17. 愛・おぼえていますか (Instrumental) [5:30]
18. ワルキューレがとまらない [5:18]
19. MC4 [1:42]
20. Hear The Universe [4:26]
21. 一度だけの恋なら [4:11]
22. 絶対零度θノヴァティック [4:41]
23. 破滅の純情 [4:34]
24. MC5 [3:37]
25. ワルキューレは裏切らない [4:41]
26. Dancing in the Moonlight [6:46]
27. アンコール [3:42]
28. ダイアモンド クレバス / 美雲ΔJUNNA feat. シェリル・ノーム starring May'n [6:02]
29. 射手座☆午後九時Don't be late / シェリル・ノーム starring May'n [5:58]
30. 僕らの戦場 / ワルキューレ feat. シェリルノーム starring May'n [4:40]
31. Wアンコール〜MC6 [32:47]
32. ルンがピカッと光ったら [6:14]
33. ENDING [6:55]

##### Day-2
1. 恋! ハレイションTHE WAR 〜extended version〜 [6:44]
2. ようこそ! ワルキューレ・ワールドヘ [3:10]
3. MC1 [3:52]
4. チェンジ!!!!! [4:29]
5. Absolute 5 [4:44]
6. 風は予告なく吹く [6:13]
7. MC2 [1:42]
8. NEO STREAM [4:31]
9. LOVE! THUNDER GLOW [4:20]
10. ジリティック♡BEGINNER [3:57]
11. 涙目爆発音 [4:23]
12. God Bless You [5:35]
13. MC3 [3:29]
14. Walküre Attack! [5:17]
15. AXIA〜ダイスキでダイキライ〜 [5:35]
16. GIRAFFE BLUES [5:11]
17. 愛・おぼえていますか (Instrumental) [5:22]
18. ワルキューレがとまらない [5:18]
19. MC4 [1:33]
20. いけないボーダーライン〜Album Ver.〜 [4:41]
21. 一度だけの恋なら [4:14]
22. 絶対零度θノヴァティック [4:41]
23. 破滅の純情 [4:35]
24. MC5 [4:05]
25. ワルキューレは裏切らない [4:40]
26. Dancing in the Moonlight [6:47]
27. アンコール [3:46]
28. 星間飛行 / フレイアΔ鈴木みのり feat. ランカ・リー=中島愛 [4:10]
29. アナタノオト / ランカ・リー=中島愛 [4:57]
30. 不確定性☆COSMIC MOVEMENT / ワルキューレ feat. ランカ・リー=中島愛 [4:11]
31. Wアンコール〜MC6 [41:19]
32. ルンがピカッと光ったら [6:14]
33. ENDING [8:25]

映像特典
BD-BOXの2枚目 (DAY-2) に収録。
1. ワルキューレは裏切らない (Music Video) [4:49] 
2. ドキュメンタリー オブ ワルキューレは裏切らない [27:09]

### ワルキューレ LIVE 2022 〜Walküre Reborn!〜 at 幕張メッセ
『ワルキューレ LIVE 2022 〜Walküre Reborn!〜 at 幕張メッセ』（ワルキューレ ライブ2022 ワルキューレ リボーン アット まくはりメッセ）は、テレビアニメ『マクロスΔ』に登場する音楽ユニット、ワルキューレのライブBlu-ray Disc (BD)・DVD。2022年4月9日、4月10日に千葉県の幕張メッセ4-6ホールで開催されたライブコンサート『ワルキューレ LIVE 2022 〜Walküre Reborn!〜』の2日目の模様を収録している。
ワルキューレのライブビデオとしては初の5.1chサラウンド音声を収録（2chステレオとの選択式）。BDは1枚、DVDは2枚組。
19,000人を収容した幕張メッセの巨大空間に五角形のセンターステージと透過型LEDスクリーン、5本の花道と10mのテレスコリフターを設置し、アルバム『Walküre Reborn!』収録曲を中心に、映画『劇場版マクロスΔ 絶対LIVE!!!!!!』のストーリーを追体験するかたちでライブが進行する。ワルキューレが敵対するユニット「Yami_Q_ray」（ヤミキューレ）に扮して歌うコーナーや、コラボアルバム『デカルチャー!! ミクスチャー!!!!!』収録のカバー曲を歌うアンコールパートもある。
映像特典としてライブ初日のアンコール曲「サヨナラノツバサ〜the end of triangle〜」と、ライブ・ドキュメントを収録。初回生産特典はミニフォトブック、ブックケース。

#### 収録映像（Walküre Reborn!）
1. Walküre Reborn! 〜Introduction〜 [2:05]
2. Glow in the dark [6:21]（Yami_Q_ray）
3. 唇の凍傷 [5:37]
4. つらみ現在進行形 [5:32]
5. MC1 [5:29]
6. 無限大DRIVE [3:58]
7. キキワケナイ! [4:58]
8. MC2 [1:20]
9. マダマニア [4:00]
10. キズナ→スパイラル [5:02]
11. 風は予告なく吹く [6:10]
12. 愛してる [8:12]
13. りんごのうた～Instrumental～ [6:01]
14. Diva in Abyss [6:24]（Yami_Q_ray）
15. 綺麗な花には毒がある [5:24]（Yami_Q_ray）
16. 未来はオンナのためにある [5:48]
17. 絶対LIVE!!!!!!メドレー [6:52]

- 僕らの戦場 / いけないボーダーライン / 絶対零度θノヴァティック / God Bless You / ワルキューレはあきらめない

1. ALIVE〜祈りの唄〜 [6:51]
2. 宇宙のかけら [5:40]
3. ルンに花咲く恋もある [8:19]
4. ユニバーサル・バニー [6:02]（シェリル・ノーム starring May'nのカバー）
5. MC3 [22:49]
6. ワルキューレはあきらめない [5:23]
7. Ending [14:23]

ボーナストラック
4月9日アンコール曲
1. サヨナラノツバサ〜the end of triangle〜 [7:35]（シェリル・ノーム starring May'n & ランカ・リー＝中島愛のカバー）

映像特典
1. DOCUMENTARY OF WALKÜRE REBORN! [30:48]

### ワルキューレ FINAL LIVE TOUR 2023 〜Last Mission〜
『ワルキューレ FINAL LIVE TOUR 2023 〜Last Mission〜』（ワルキューレ ファイナルライブツアー2023 ラストミッション）は、テレビアニメ『マクロスΔ』に登場する音楽ユニット、ワルキューレのライブBlu-ray Disc (BD)・DVD。2023年12月20日発売。
2023年5月20日から6月4日にかけて開催された『ワルキューレ FINAL LIVE TOUR 2023 〜Last Mission〜』全6公演の中から、有明アリーナ初日（Day1）と幕張メッセ千秋楽（Day6）の模様を収録している。限定生産「ミッション・コンプリート盤」の特典Discには、有明アリーナ2日目（Day2）と幕張メッセ初日（Day5）のアンコールパートを収録。